# Septemberfortællingerne
Septemberfortællingerne er en antologi, udgivet i 1988 af Brøndums forlag.
Samlingen indeholder noveller af forfattere som Vagn Lundbye, Henrik Nordbrandt, Svend Åge Madsen, Inger Christensen og mange andre.
Septemberfortællingerne består af i alt 49 fortællinger fordelt ud over 7 bind, der hver indeholder syv fortællinger underlagt et bestemt tema. Den første bog i samlingen hedder fx 7 fortællinger om skæbnen; denne efterfølges af titler som bl.a. 7 fortællinger om mordet, 7 fortællinger om mødet…
Flere så udgivelsen af Septemberfortællingerne som en genoplivning af den fortællende litteratur. 